# Colle dell'Iseran
Il colle dell'Iseran (in francese Col de l'Iseran) è un valico francese delle Alpi Graie.
Situato a un'altezza di 2770 m s.l.m., è il più elevato valico automobilistico d'Europa.
Si trova in Francia sud-orientale, nel dipartimento della Savoia, a circa 7 km dal confine franco-italiano.
La vetta più vicina appartenente al suo contesto orografico è Punta Leissieres, alta 3041 m s.l.m.); collega la Moriana (o valle dell'Arc) alla Tarantasia (o valle dell'Isère) attraverso le località di Bonneval-sur-Arc e Val-d'Isère.
Fu inaugurato nel 1937 ampliando una preesistente mulattiera in terra battuta, ed è stato punto di transito di svariate tappe del Tour de France.
A pochi chilometri di distanza si trovano le sorgenti del fiume Isère.

## Storia

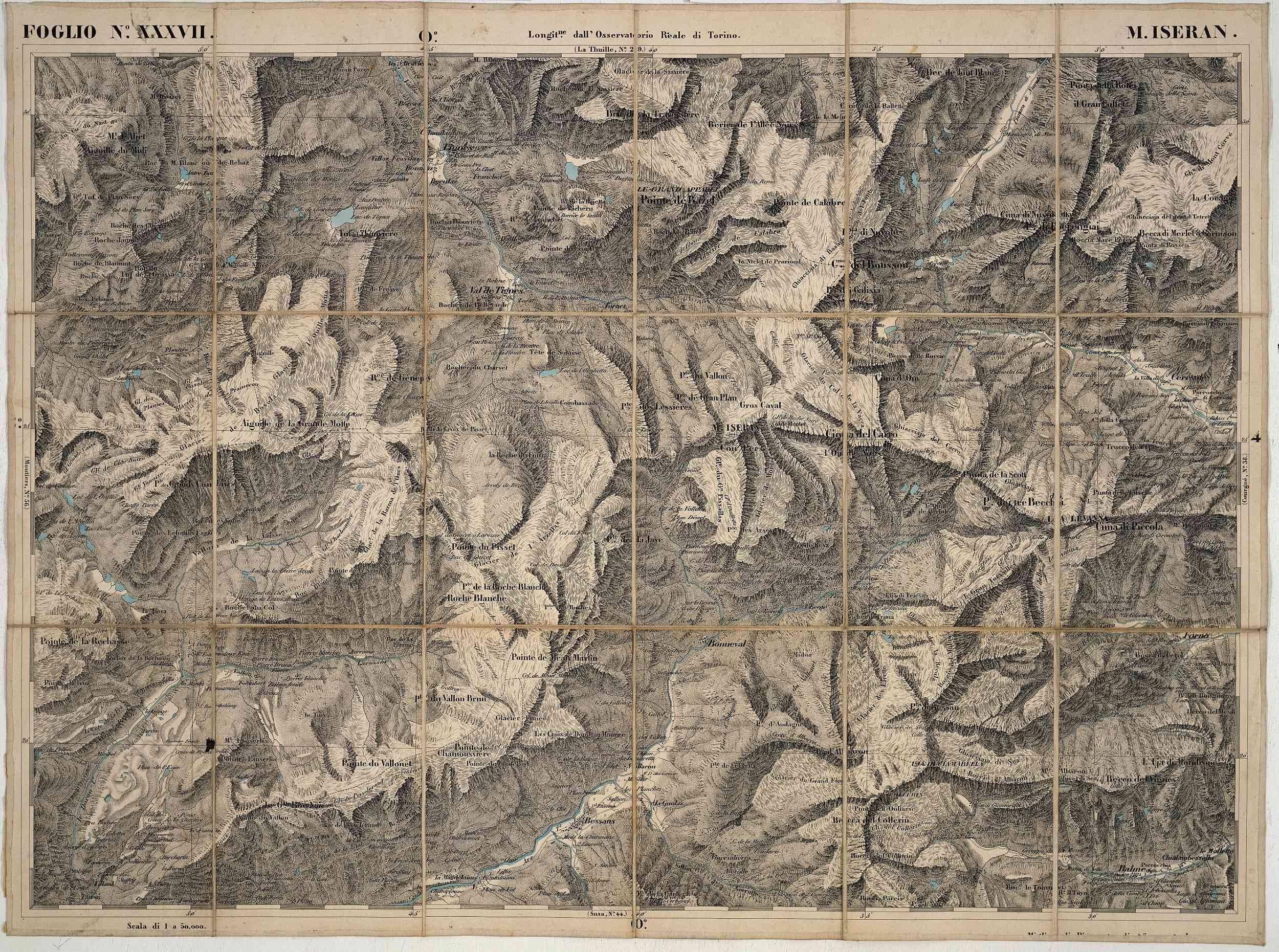
Un'immagine di una carta geografica della zona del 1856

Notizie di una mulattiera si hanno a partire dal XVII secolo, quando la strada era principalmente utilizzata per consentire ai pastori del luogo di commerciare il proprio formaggio raggiungendo i maggiori mercati del Regno di Sardegna. Nel 1912 la strada venne inclusa negli itinerari della Route des Grandes Alpes. 
A seguito di alcuni anni di lavori di consolidamento e di ampliamento, la prima strada carrozzabile asfaltata fu inaugurata il 10 luglio 1937 dall'allora Presidente della Repubblica francese Albert Lebrun. L'ente postale francese emise per l'evento uno speciale francobollo in tiratura limitata. Nel 1939, in corrispondenza del piazzale del valico fu costruita una piccola chiesa in pietra locale dedicata alla Nôtre Dame de Toute Prudence, su progetto dell'architetto Maurice Novarina.

## Descrizione

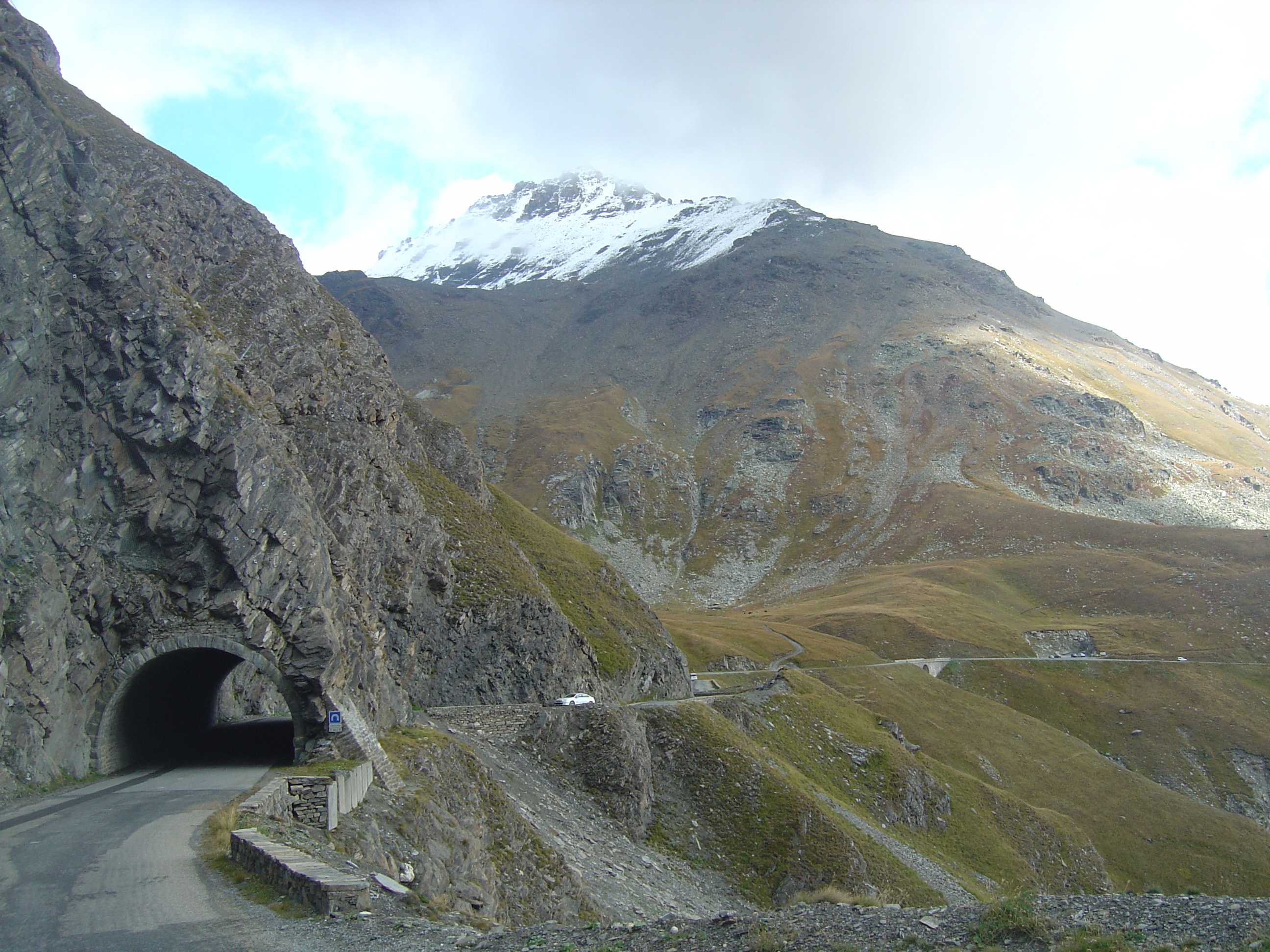
Tratto di strada con il ponte e la galleria Ouilette

La carreggiata è asfaltata, carrozzabile e conta due corsie, una per ciascun senso di marcia, per tutti i suoi 79,9 km, suddivisi in 47,6 km sul versante nord e 32,3 km su quello sud. Nel suo complesso ha una pendenza media che oscilla tra il 6% e il 7%, raggiungendo in alcuni tratti picchi del 10%.
Conta complessivamente una quindicina di tornanti, una galleria e tre ponti: l'Ouilette, il Lewer e il San Carlo, punto di partenza di diversi sentieri escursionistici. Su entrambi i versanti il passo rimane chiuso stagionalmente tra ottobre e maggio.

## Sport

### Ciclismo

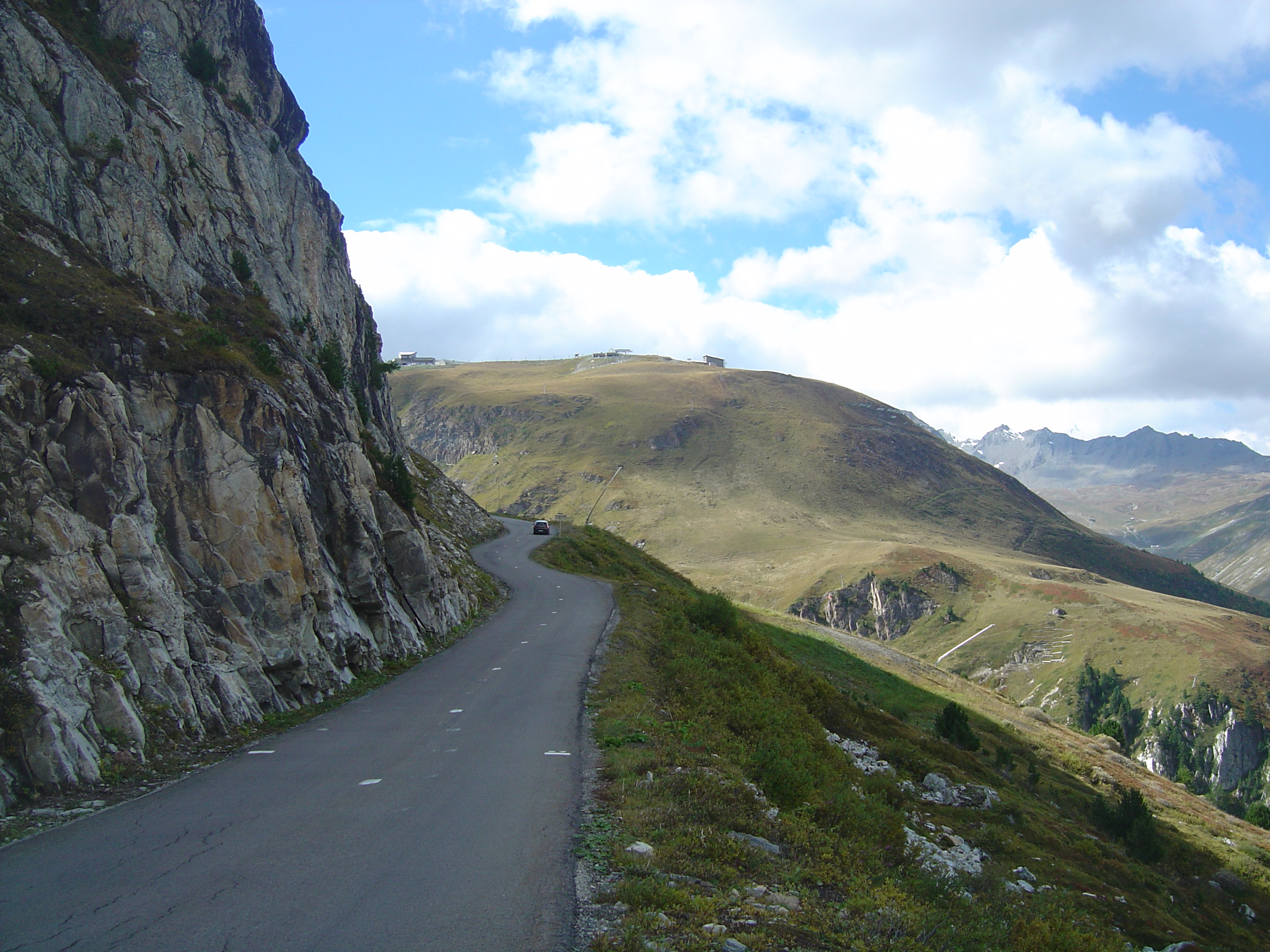
Particolare della salita

Il colle è stato meta di otto edizioni del Tour de France, l'ultima durante la diciannovesima tappa dell'edizione del 2019, svoltasi da Saint-Jean-de-Maurienne a Tignes. A causa di una grandinata che ha coperto di ghiaccio le strade e di una frana nel tratto finale di salita verso il traguardo di Tignes, la frazione è stata neutralizzata proprio in vetta all'Iseran. Il primo a scollinare è stato Egan Bernal che ha conquistato la maglia gialla prevalendo su Julian Alaphilippe.

### Escursionismo e sci
Il colle e i suoi dintorni sono anche meta di molti percorsi escursionistici che conducono alle maggiori vette della zona come l'Aiguille de Pers (3.386 metri s.l.m.) e il Col des Fourse (2.976 metri s.l.m.); inoltre l'intera area è attraversata dalla Ice Trail Tarentaise che consente di raggiungere il ghiacciaio Pisaillas.

## Note

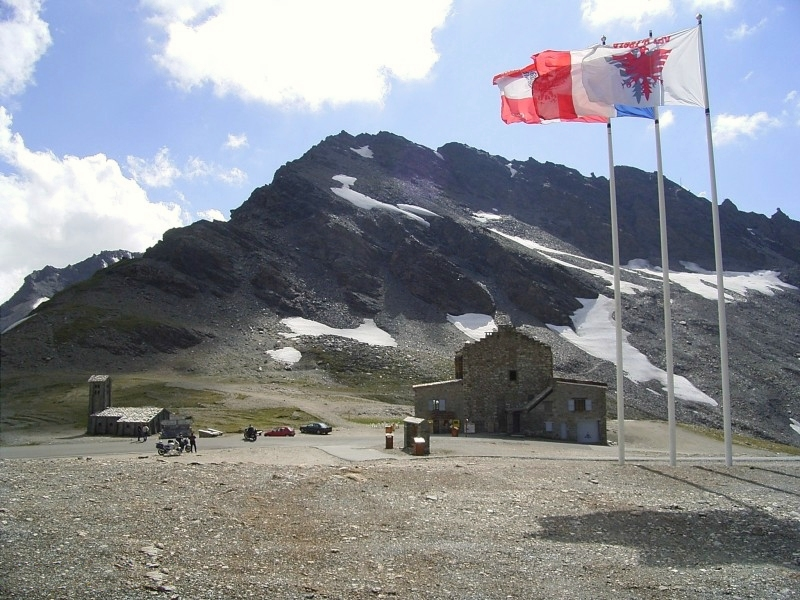
Il piazzale sulla sommità del colle con a sinistra la piccola chiesa

### Approfondimenti
1. ↑  Intendendo per "valico" un passo montano raggiunto da una strada carrozzabile asfaltata aperta al traffico privato che unisca i due versanti del passo stesso e che quindi non sia «a fondo cieco».

### Fonti
1. 1 2 3  Daniel Friebe, Pete Golding, 2012, p. 204.